# Culicicapa
Culicicapa är ett fågelsläkte i familjen feflugsnappare inom ordningen tättingar: Släktet omfattar två arter som förekommer i södra och sydöstra Asien, från Pakistan och Filippinerna till Små Sundaöarna:
- Gråhuvad feflugsnappare (C. ceylonensis)
- Gul feflugsnappare (C. helianthea)

Fåglarna fördes tidigare till familjen monarker, men DNA-studier visar att den tillhör en liten grupp tättingar som troligen är avlägset släkt med bland annat mesar. Dessa har nyligen urskiljts till den egna familjen Stenostiridae.